# Birkelse Søenge oktober 1955
|  | Denne artikel er oprettet af botten Steenthbot ud fra en ekstern database. Den kan derfor have sproglige fejl eller mangler. Denne skabelon kan fjernes efter kontrol af indholdet. |

Birkelse Søenge oktober 1955 er en dansk dokumentarisk optagelse fra 1956.

## Handling
Afvanding af Birkelse Søenge omfatter opgravning af kanaler, omlægning af dige og bygning af pumpestation ved Ryå, rørledninger, faskiner m.m. Formålet er at tørlægge området, så der kan etableres små husmandsbrug på jorden.